# Cox (entreprise)
Pour les articles homonymes, voir Cox.
Cox est un groupe de médias américain fondé à Dayton dans l'Ohio par James Middleton Cox, qui a commencé avec le Dayton Daily News. La société est privée (non cotée en bourse), 98 % du capital est détenu par l'octogénaire Anne Cox Chambers et les deux enfants de sa défunte sœur Barbara Cox Anthony. Le CEO n'est autre que le fils de Barbara, James C. Kennedy.
La société est maintenant basée à Atlanta en Géorgie, elle publie toujours le Dayton Daily News, l’Atlanta Journal-Constitution ainsi que 15 autres quotidiens. Elle publie aussi d'autres types de journaux, dont le Western Star, le plus ancien hebdomadaire de tout l'Ohio. L'entreprise possède aussi 15 stations de télévision, 81 stations de radio et une importante société de télévision par câble qui inclut la Travel Channel.

## Histoire
En juin 2015, Cox acquiert Dealertrack pour renforcer la filiale liée à l'automobile, pour 4 milliards de dollars.
En mai 2025, Charter Communications annonce l'acquisition de Cox Communications pour 21,9 milliards de dollars en plus d'une reprise de dette de 12,6 milliards de dollars, si l'opération se réalise la famille Cox devrait être l'actionnaire principal avec près de 23 % des actions du nouvel ensemble qui deviendra le principal fournisseur internet fixe des États-Unis.

## Filiales
- Cox Auto Trader/AutoMart
- Cox Communications : télévision câblée, fournisseur de haut débit internet
- Cox Media Group : stations de radio et télévision
- Cox Target Media : journaux, Valpak Direct Mail
- AutoMart.Com : voitures d'occasion vendues seulement par des professionnels
- AutoTrader.com : voitures d'occasion
- Manheim Auctions : société de vente aux enchères de voitures d'occasion
- Cox Search (Kudzu.com) : moteur de recherche commercial

Cox a un temps détenu Rysher Entertainment, connu pour être le distributeur de Sauvés par le gong.

### Cox Target Media
- Valpak Direct Mai

### Journaux
- The Atlanta Journal-Constitution, Atlanta (Géorgie)
- Austin American-Statesman, Austin (Texas)
- Dayton Daily News, Dayton (Ohio)
- The Grand Junction Daily Sentinel, Grand Junction (Colorado)
- The Daily Sentinel, Nacogdoches (Texas)
- The Daily Reflector, Greenville (Caroline du Nord)
- Longview News-Journal, Longview (Texas)
- The Lufkin Daily News, Lufkin (Texas)
- The Marshall News Messenger, Marshall (Texas)
- The Middletown Journal, Franklin (Ohio)
- Palm Beach Daily News, Palm Beach (Floride)
- The Palm Beach Post, West Palm Beach (Floride)
- The Rocky Mount Telegram, Rocky Mount (Caroline du Nord)
- Springfield News-Sun, Springfield (Ohio)
- Waco Tribune-Herald, Waco (Texas)

### Stations de radio
Cox possède et gère 81 stations de radio dont :
- WSB et WSB-FM, Atlanta
- WBAB, Babylon (New York)
- WBHK, Birmingham (Alabama)
- WHIO et WHKO-FM, Dayton (Ohio)
- KTHT, Houston (Texas)
- WOKV, Jacksonville (Floride)
- WEDR, Miami (Floride)
- WPLR, New Haven (Connecticut)
- WDBO, Orlando (Floride)
- KISS-FM, San Antonio (Texas)
- WSUN-FM, Tampa (Floride)
- KRAV-FM, Tulsa (Oklahoma)